# Imp Island
Imp Island (englisch für Wichtelinsel) ist eine kleine Insel im Archipel der Südlichen Shetlandinseln. Sie gehört zu den Vardim Rocks südwestlich des Devils Point, dem südwestlichen Ausläufer der Byers-Halbinsel auf der Livingston-Insel.
Das UK Antarctic Place-Names Committee benannte sie 2011 in Anlehnung die Benennung des benachbarten Devils Point.